# 西貢肉桂
西貢肉桂，又稱越南肉桂，是一種常綠樹，原生於東南亞陸域。西貢肉桂含有1-5%的精油，每份精油含有25%的肉桂醛。
西貢肉桂的學名原本拼做「Cinnamomum loureirii」，但後來依據ICN規範的正寫法修正為「loureiroi」，以符合其為紀念若昂·德理路（João de Loureiro）之原意。
西貢肉桂與其他用來製成桂皮的其他物種相比，有較高的香豆素，一項研究測出其每一公斤擁有1.06-6.97公克不等的香豆素 。香豆素對肝臟與腎臟具有微量的毒性，且研究發現懷孕期間吃下含有香豆素的食物會對嬰孩造成輕微的神經失調。

## 生產與用途
西貢肉桂大部分都是在越南生產，提供國內使用及出口。雖然越戰一度中斷了生產，但自21世紀初，越南又重新出口西貢肉桂，其中出口國家亦包含美國。在此之前，西貢肉桂在美國消失了近20年。
西貢肉桂的名字中雖然有「西貢」兩字，但並不在胡志明市（舊稱「西貢」）及其周圍地區生產，而是在越南的中央高地地區（尤其是廣義省）一帶生產。
西貢肉桂主要使用其具有香味的樹皮，味道與肉桂相似，且香味更明顯且複雜。
在越南料理中，西貢肉桂的樹皮（桂皮）是製作河粉的重要食材。

## 外部連結
- Vietnamese cinnamon (Cinnamomum loureirii Nees.) page （页面存档备份，存于） from Gernot Katzer's Spice Pages